# Autocesta A2
L'autocesta A2 (o A2) è un'autostrada croata. Essa parte dal confine con la Slovenia, al congiungimento con l'Avtocesta A4, fino ad arrivare a Zagabria. L'autostrada è lunga 59,2 km.

## Percorso
|      |                                          |        |                |  |  |
| Tipo | Indicazione                              | Uscita | Strada europea |  |  |
|      | Avtocesta A4 Confine di Stato - Slovenia |        |                |  |  |
|      | Trakošćan                                | 1      |                |  |  |
|      | Area di servizio "Lepa Bukva"            |        |                |  |  |
|      | Ðurmanec                                 | 2      |                |  |  |
|      | Krapina                                  | 3      |                |  |  |
|      | Sveti Križ Začretje                      | 4      |                |  |  |
|      | Area di servizio "Sveti Križ Začretje"   |        |                |  |  |
|      | Zabok                                    | 5      |                |  |  |
|      | Area di servizio "Jakovlje"              |        |                |  |  |
|      | Zaprešić                                 | 6      |                |  |  |
|      | Jankomir                                 | 7      |                |  |  |